# Anatols Imermanis
Anatols Imermanis (* 18. November 1914 in Moskau; † 13. November 1998 in Riga) war ein lettischer Schriftsteller und Maler. Seine Krimis wurden u. a. ins Russische übersetzt und erreichten Millionenauflagen. Auch als Science-Fiction-Autor (Mortona piramīda, 1971) verdient Imermanis Beachtung.

## Leben

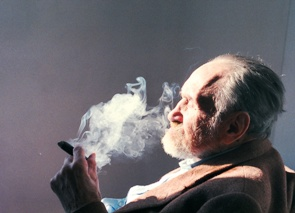
Anatols Imermanis. Foto: Matthias Knoll

Imermanis wurde als Sohn einer Familie lettischer deutschsprachiger Juden in Moskau geboren, wohin sie wegen des Ersten Weltkriegs evakuiert war. Nach Ende des Krieges kehrte die Familie in die nunmehr unabhängige Republik Lettland zurück und ließ sich in Liepāja nieder. Imermanis studierte später in Riga Anglistik. Erste Gedichtveröffentlichung 1933; 1934 wurde er aufgrund seiner Mitgliedschaft in einer kommunistischen Untergrundbewegung verhaftet und zu drei Jahren Zuchthaus verurteilt.
Während des Zweiten Weltkrieges war Imermanis für verschiedene Frontzeitungen der Roten Armee tätig. Nach dem Krieg setzte er seine literarische Tätigkeit als Lyriker, Übersetzer und Romancier fort und erlangte höchste Popularität. Sein Œuvre zeichnet höchst anschaulich den Weg vom überzeugten Kommunisten zum radikalen Individualisten und Nonkonformisten nach. Anfang der 1970er Jahre wandte sich Imermanis der Malerei zu; einige seiner Gedichtbände enthalten Reproduktionen seiner Gemälde.
Anatols Imermanis übersetzte nicht nur eigene Romane ins Russische, sondern auch russische und deutsche Lyriker ins Lettische, u. a. Aleksandr Blok und Johannes R. Becher.

## Werke

### Romane und Erzählungen
- Lidojums (Der Flug. Erzählungen), 1949
- Parole – USSR* (Parole: USSR. Roman), 1950
- Dzīvoklis bez numura* (Wohnung ohne Nummer. Roman), 1952
  - russische Übersetzung von N. Bat (Н. Бать):  Квартира без номера, 1956 (Volltext auf e-reading.club)
  - deutsche Übersetzung von Jutta Balk: Quartier ohne Nummer. Deutscher Militärverlag, Berlin 1963
- Sestās klases dārgums (Der Schatz der sechsten Klasse. Kurzroman), 1955
- Biedrs mauzeris* (Genosse Mauser. Roman), 1960
  - russische Übersetzung von Juri Kappe (Юрий Каппе): Товарищ маузер (Volltext auf e-reading.club)
- „Tobago“ maina kursu* (Die Tobago ändert den Kurs. Roman), 1961
- Pavadonis met ēnu (Ein Satellit wirft einen Schatten. Kriminalroman), 1964
- Lidmašīnas krīt okeānā (Flugzeuge stürzen in den Ozean. Kriminalroman), 1968
- 24–25 neatgriežas*. Trīs dienas Kristportā (24-25 kehrt nicht zurück / Drei Tage in Christport. Filmerzählungen), 1968
  - deutsche Übersetzung aus dem Russischen von Anneliese Globig: 24-25 kehrt nicht zurück. Verlag Kultur und Fortschritt (Reihe „Kleine Jugendreihe“), Berlin 1965
- Hamburgas orākuls (Das Hamburger Orakel. Kriminalroman), 1970
- Viesnīcas „Holivuda“ rēgi (Die Gespenster des Hotel Hollywood. Roman), 1970
  - Volltext beider letztgenannter Romane in der russischen Übersetzung des Autors (Призраки отеля «Голливуд» und Гамбургский оракул) auf e-reading.club
- Mortona piramīda (Die Morton-Pyramide. Roman), 1971
  - russische Übersetzung des Autors: Пирамида Мортона, 1978 (Volltext auf e-reading.club)
- Seifam vajadzīgs kramplauzis (Für einen Tresor braucht man ein Brecheisen. Roman), 1978
- Nāve zem lietussarga (Tod unter dem Regenschirm. Roman), 1982
  - russische Übersetzung von A. Melgalvis: Смерть под зонтом (Volltext auf e-reading.club)
- Autogrāfs (Autogramm), 1993
- Nāve stadionā (Tod im Stadion. Kurzroman, 1993)
- Kriminālgabals ar piecām plikavām (Kriminalstück mit fünf Nackedeis. Kurzroman), 1993
- Sarkanais obelisks (Der rote Obelisk. Roman), 1993
- Erotiskā biogrāfija (Erotische Biographie), 1993
- Mantojums no Amerikas (Die Erbschaft aus Amerika. Roman), 1994
- Misija Limā (Mission in Lima. Roman), 1994
- Viesnīcas „Aizsaule“ spoki (Die Gespenster des Hotel Jenseits. Roman), 1995
- Pieci aresti un piecas plikavas (Fünf Verhaftungen und fünf Nackedeis. Memoiren), 2002

(* in Zusammenarbeit mit Gunārs Cīrulis)

### Gedichtbände
- Pie Daugavas (An der Daugava), 1947
- Pilsēta pie jūras (Stadt am Meer), 1951
- Kur visi kuģi satiksies (Wo alle Schiffe sich begegnen werden. Poem), 1953
- Zvaigžņu stundā (Zur Sternenstunde), 1959
- Kamēr sirds vēl sit … (Solange das Herz noch schlägt …), 1959
- Šonakt mierīgas tikai zvaigznes (Ruhig sind heut’ nacht nur die Sterne), 1961
- Atzīšanas koks. Lirika un poēmas (Der Baum der Erkenntnis. Lyrik und Poeme), 1974
- Saruna ar V. van Gogu u. c. (Gespräch mit V. van Gogh u. a.), 1976
- Palete (Palette), 1979
- Molberts (Staffelei), 1981
- Dzīļu noreibums. Dzeja 1982 (Tiefenrausch. Gedichte 1982), 1984
- dzīvesstāsts un 33 jauni dzejoļi par mīlestību un nemīlestību (Lebenslauf und 33 neue Gedichte über Liebe und Nichtliebe), 1997

### Auswahlbände
- Lirika. Izlase (Lyrik. Ausgewählte Gedichte), 1964
- Izlase (Auswahl. Gedichte und Romane, 2 Bände, 1990)

### Deutschsprachige Veröffentlichungen
- Quartier ohne Nummer (Roman), 1963
- 24-25 kehrt nicht zurück (Kriminalerzählung), 1965
- 1 Gedicht in: Wunder und Wunden. Lyrik aus Lettland, 1993
- 3 Gedichte in: Sonnengeflecht. Literatur aus Lettland, 1997